# 155116 Верхівня
155116 Верхівня (155116 Verkhivnya) — астероїд головного поясу, відкритий 8 жовтня 2005 року в Андрушівці, Житомирська область. Названо на честь села Верхівня на Житомирщині, де декілька років зі своєю дружиною Евеліною Ганською проживав видатний французький письменник Оноре де Бальзак.
Тіссеранів параметр щодо Юпітера — 3,145.